# وزارة الصناعة (سوريا)
"وزارة الصناعة دمشق - المديريات في المحافظات". moid.gov.sy. مؤرشف من الأصل في 2019-04-26. اطلع عليه بتاريخ 2018-09-17.</ref>

وزارة الصناعة السورية هي الوزارة المسؤولة عن إدارة القطاع الصناعي في الجمهورية العربية السورية، ويتبع لها عدد من المؤسسات والشركات الحكومية، والمصرف الصناعي المسؤول عن إقراض شركات القطاع الخاص، كما تتبع لها غرف الصناعة في المحافظات، وتشارك في برنامج تشغيل الشباب في سوريا.

## المديريات التابعة للوزارة
- مديرية التكاليف.
- مديرية الرقابة الداخلية.
- مديرية الشؤون القانونية.
- مديرية الشؤون الفنية.
- مديرية الإنتاج.
- مديرية التنمية الإدارية.
- مديرية المعلوماتية.
- مديرية تنظيم الحرفيين.
- مديرية التخطيط والعلاقات الدولية.
- مديرية الشؤون المالية.
- مديرية الشؤون الإدارية.
- مديرية الاستثمار الصناعي.
- مديرية التسويق.
- المكتب الصحفي.[2]

## المؤسسات الصناعية
وهي شركات مملوكة للحكومة السورية ترتبط بوزارة الصناعة السورية، يتشكل القطاع العام الصناعي المرتبط بوزارة الصناعة من 96 شركة تنتظم في6 مؤسسات عامة، يعمل فيها أكثر من 65 ألف عامل وهي:
   المؤسسة العامة للصناعات النسيجية: التي تنطوي تحتها 27 شركة تضم حوالي 44 % من العمال.
   المؤسسة العامة للصناعات الكيميائية: ويتبعها 13 شركة يعمل فيها 18 % من العمال.
   المؤسسة العامة للصناعات الهندسية وتضم 13 شركة و 11 % من العمال.
   صناعة الإسمنت: وتشتمل على 10 شركات و15 % من العمال.
   الصناعات الغذائية: التي تتبعها 23 شركة و7.6 % من العمال.
   صناعة السكر: التي تتشكل من 10 شركات تمثل العمالة فيها حوالي 5 %.
   المؤسسة العامة للتبغ.

## روابط خارجية
- الموقع الرسمي للوزارة على الإنترنت.